# Полонез Кречинского
«Полонез Кречинского» («Свадьба. Дело. Смерть») — 24-серийный российский телесериал, снятый Вадимом Дубровицким по мотивам драматической трилогии Александра Сухово-Кобылина — «Свадьба Кречинского», «Дело» и «Смерть Тарелкина». Согласно реестру прокатных удостоверений Министерства культуры РФ, прокатное удостоверение было выдано фильму 12 декабря 2007 года. Тем не менее, в последующие годы фильм так и не вышел на экраны, не считая 16-минутного промо-ролика, размещённого в интернете.

## Сюжет
Фильм представляет собой экранизацию трилогии, в которой три пьесы соединены «в одно протяжённое телевизионное действо, где водевильная лёгкость первой пьесы дополнят мрачноватый колорит второй и абсурдность третьей...».

## В ролях
- Александр Лыков — Кречинский[5]
- Алексей Петренко — Муромский[5]
- Юлия Ромашина — Лидочка[5]
- Ольга Волкова — Атуева[5]
- Игорь Ливанов —  Нелькин[5]
- Валерий Золотухин —  Иван Сидоров[4]
- Владимир Стеклов —  Тарелкин / Копылов[6]
- Александр Абдулов[2]

## Отзывы
По словам критика Алексея Мокроусова, в фильме «был задействован весь цвет нашей актёрской школы» и «хотя бы из-за актёрских ролей было бы интересно посмотреть, как это сделано».